# Tanaka Masunobu

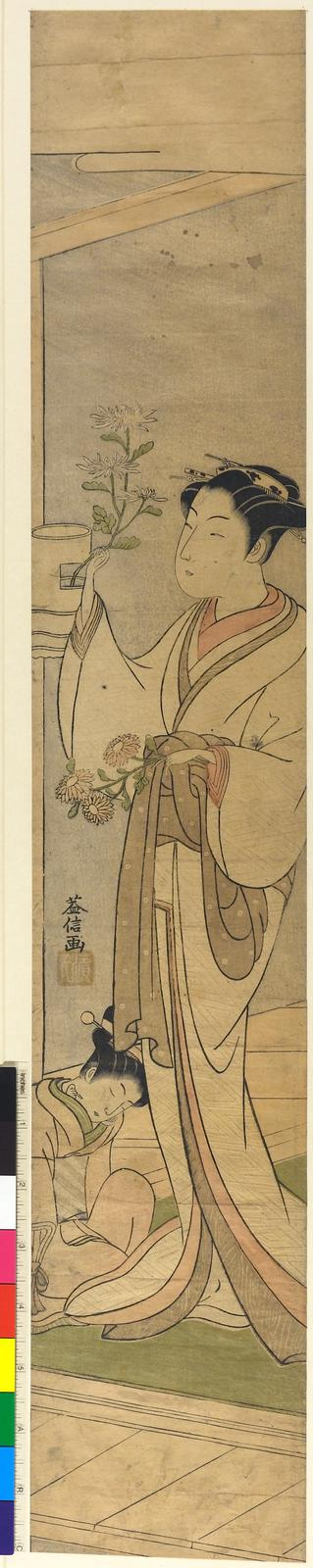
"Cortigiana che dispone dei fiori in un vaso di bambù montato a parete con il suo giovane assistente addormentato ai suoi piedi", circa 1740-1750

Tanaka Masunobu (田中益信?; fl. XVIII secolo) è stato un pittore e incisore giapponese, rappresentante del genere ukiyo-e.

## Biografia
Utilizzò come d'arte Sanseido., fu allievo di Nishimura Shigenaga o del di lui seguace Nishimura Shigenobu. Risentì artisticamente dell'influenza di Okumura Masanobu e verso la fine della sua carriera dello stile di Suzuki Harunobu, di cui divenne un imitatore. Fu attivo nel periodo che va dal 1740 circa al 1770 circa.